# Markieff Morris
Markieff Morris (Filadélfia, 2 de setembro de 1989) é um jogador norte-americano de basquete profissional que atualmente joga pelo Los Angeles Lakers da National Basketball Association (NBA).
Ele jogou basquete universitário na Universidade de Kansas e foi selecionado pelo Phoenix Suns como a 13° escolha geral no draft da NBA de 2011. Além dos Suns, ele também jogou por Washington Wizards, Oklahoma City Thunder, Detroit Pistonse Los Angeles Lakers.

## Primeiros anos
Filho de Thomasine "Angel" Morris, Markieff nasceu na Filadélfia, Pensilvânia. Ele tem quatro irmãos: Donte, Blake, David e o seu gêmeo Marcus, que atualmente joga no Los Angeles Clippers.
Considerado um recruta de quatro estrelas pela Rivals.com, Morris foi listado como o 17° melhor Ala-pivô e o 49° melhor jogador do país em 2008.

## Carreira universitária
Morris se matriculou na Universidade do Kansas, onde se formou em estudos americanos. Tanto ele como seu irmão, Marcus, assinaram contrato com um agente esportivo de Los Angeles e anunciaram que entrariam no draft da NBA de 2011.
Em três temporadas, ele jogou em 109 jogos e teve médias de 8.5 pontos, 6.1 rebotes e 1.2 assistências em 19.3 minutos.

## Carreira profissional

### Phoenix Suns (2011–2016)

#### Temporada de 2011–12
Morris foi selecionado pelo Phoenix Suns como a 13ª escolha no draft da NBA de 2011. Uma escolha depois, seu irmão gêmeo, Marcus, foi selecionado pelo Houston Rockets.
Em 8 de janeiro de 2012, ele teve seu primeiro duplo-duplo profissional com 13 pontos e 10 rebotes em uma vitória por 109-93 sobre o Milwaukee Bucks.
Em 18 de janeiro, Morris teve sua primeira partida como titular na NBA contra o New York Knicks. No entanto, devido a um vírus no estômago, ele jogou por apenas 5 minutos e registrou 3 pontos e 2 roubadas de bola antes de ser substituído por Channing Frye em uma vitória por 91-88.

#### Temporada de 2012–13

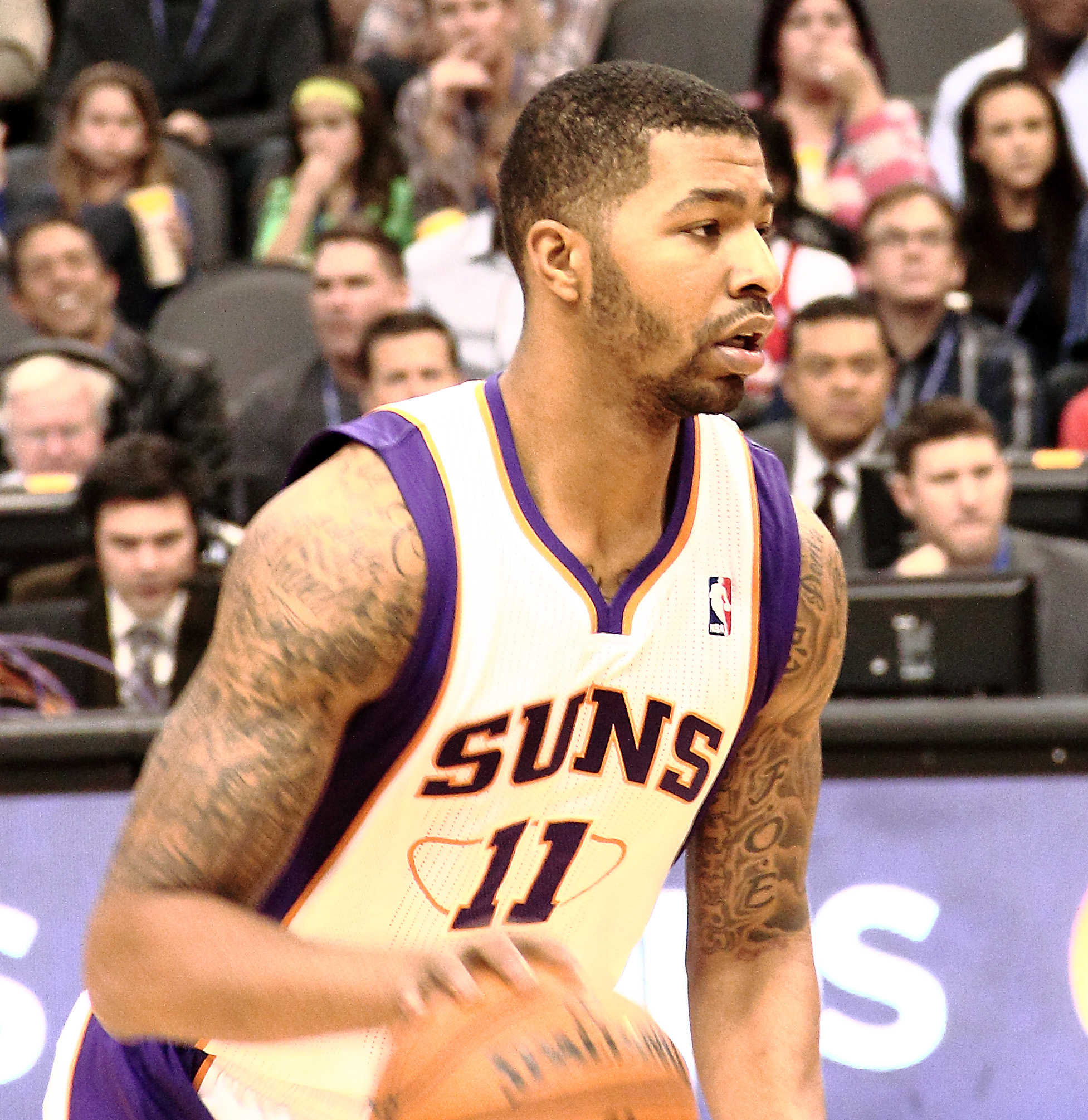
Morris com os Suns em 2012

Devido ao bloqueio da NBA em 2011, Morris teve sua primeira passagem pela Summer League em 2012, durante a qual obteve médias de 19,8 pontos e 9,8 rebotes. Após esse período, ele acumulou 5,8 kg de músculo, mantendo seu peso de 111 kg.
Depois de marcar 16 pontos contra o atual campeão Miami Heat, Morris fez seu primeiro jogo como titular da temporada em 21 de novembro de 2012. Ele registrou 19 pontos e 7 rebotes em uma vitória contra o Portland Trail Blazers. Em 6 de dezembro de 2012, ele registrou 17 rebotes e 15 pontos na derrota de 97-94 para o Dallas Mavericks.
Em 21 de fevereiro de 2013, o irmão de Markieff, Marcus, foi negociado com o Phoenix Suns, reunindo-o após dois anos jogando em times separados. Isso também marcou a segunda vez que os Suns tiveram irmãos gêmeos jogando no mesmo time, com Dick e Tom Van Arsdale sendo os primeiros gêmeos a jogarem juntos durante a temporada de 1976-77. Os gêmeos Morris se tornaram os primeiros irmãos a serem titulares no mesmo time.

#### Temporada de 2013–14
Em 6 de novembro de 2013, Morris registrou 23 pontos e 12 rebotes em uma derrota por 99-96 para o San Antonio Spurs. Dois dias depois, ele registrou 28 pontos e 10 rebotes na vitória por 114-103 sobre o Denver Nuggets.
Após ter médias de 22,8 pontos, 8,0 rebotes e 2,0 roubadas de bola, Morris foi nomeado o Jogador da Semana da Conferência Oeste no período de 4 a 11 de novembro de 2013
Ele registrou 27 pontos e 15 rebotes na vitória de 99-90 sobre o Cleveland Cavaliers, fazendo de Morris o primeiro jogador desde Yao Ming em 2002 a registrar 27 pontos e 15 rebotes vindo do banco.
Por causa de suas melhorias ao longo da temporada de 2013-14 como sexto homem, ele acabou sendo candidato ao Prêmio de Jogador Que Mais Evoluiu e ao Prêmio de Sexto Homem do Ano.

#### Temporada de 2014–15
Em 29 de setembro de 2014, Morris assinou uma extensão de contrato de 4 anos e US$32 milhões com os Suns.
Ele e Marcus, ao lado dos companheiros de equipe Goran e Zoran Dragić, jogaram brevemente pelos Suns durante o quarto quarto de sua vitória por 112-96 sobre o Philadelphia 76ers em 2 de janeiro de 2015. Isso marcou a primeira vez na história da NBA que dois diferentes pares de irmãos jogavam juntos pelo mesmo time ao mesmo tempo.
Em 13 de janeiro de 2015, ele marcou 35 pontos em uma vitória por 107-100 sobre o Cleveland Cavaliers. Em um jogo contra o Dallas Mavericks em 22 de março, os gêmeos Morris tiveram um duplo-duplo pela primeira vez em suas carreiras.

#### Temporada de 2015–16
Em 8 de setembro de 2015, Morris foi multado em US$10.000 por conduta prejudicial, porque exigiu publicamente uma negociação no mês anterior. Mais tarde, Morris treinou com o amigo Rasheed Wallace antes de voltar aos Suns para o campo de treinamento.
Morris foi titular em 16 jogos no começo da temporada antes de ser colocado no banco pelo técnico Jeff Hornacek a partir de 4 de dezembro. Durante o quarto quarto do jogo contra o Denver Nuggets em 23 de dezembro, Morris jogou uma toalha na direção de Hornacek enquanto ele se dirigia para o banco. No dia seguinte, Morris foi suspenso por dois jogos por conduta prejudicial à equipe e mais tarde foi apontado como um dos maiores vilões esportivos do Arizona pelo AZCentral.com.
Após uma lesão de Alex Len no início de janeiro, Morris foi re-inserido na rotação para ajudar a fortalecer a quadra de ataque. Em 2 de fevereiro de 2016, durante o primeiro jogo de Earl Watson como técnico dos Suns, ele teve seu melhor jogo da temporada com 30 pontos, 11 rebotes, 6 assistências, 2 bloqueios e 1 roubo de bola em uma derrota por 104-97 para o Toronto Raptors.
Durante seu último jogo com os Suns em 10 de fevereiro contra o Golden State Warriors, Morris e seu companheiro de equipe, Archie Goodwin, entraram em uma briga física no banco e foram vistos discutindo.

### Washington Wizards (2016–2019)

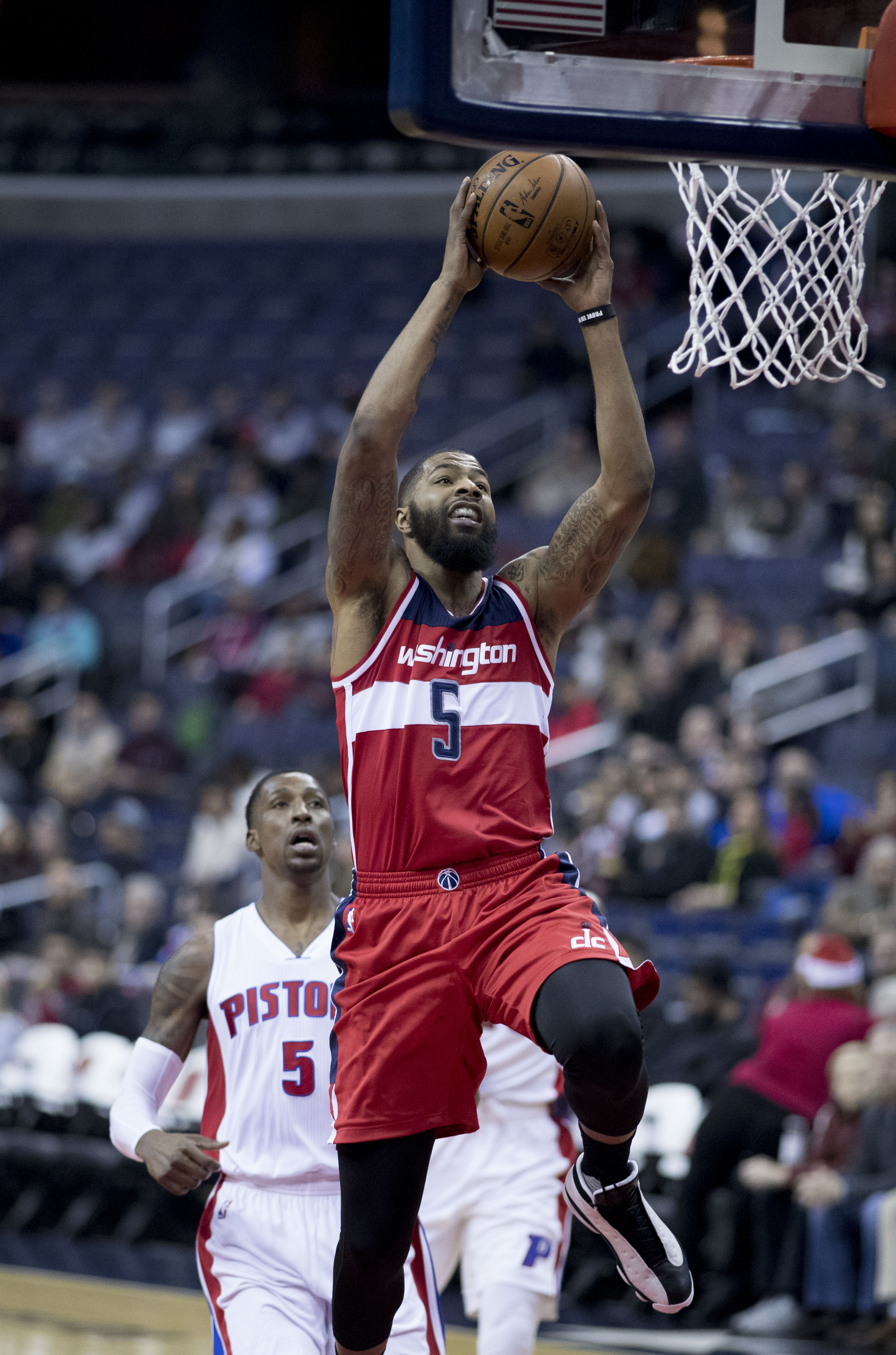
Morris enterrando durante um jogo contra o Detroit Pistons em 2016.

Em 18 de fevereiro de 2016, Morris foi negociado com o Washington Wizards em troca de DeJuan Blair, Kris Humphries e uma escolha de draft. No dia seguinte, ele estreou pelos Wizards em uma vitória por 98-86 sobre o time de seu irmão, o Detroit Pistons, registrando seis pontos e dois rebotes em 22 minutos.
Em 29 de fevereiro de 2016, ele teve seu primeiro duplo-duplo como jogador dos Wizards com 16 pontos e 13 rebotes em uma vitória por 116-108 sobre o Philadelphia 76ers.
Os Wizards terminaram a temporada regular com um recorde de 49–33 e entraram nos playoffs como a 4° melhor campanha. Posteriormente, eles conquistaram o primeiro título da Divisão Sudeste desde a temporada de 1978–79. Em 16 de abril de 2017, Morris marcou 21 pontos em sua estréia nos playoffs da NBA, quando os Wizards derrotou o Atlanta Hawks por 114-107 no Jogo 1 da primeira rodada.
Em 22 de setembro de 2017, Morris foi descartada por seis a oito semanas após uma cirurgia para reparar uma hérnia esportiva.
Em 3 de janeiro de 2019, ele foi descartado por seis semanas após um ataque de rigidez no pescoço e na parte superior das costas que o levou a ser diagnosticado com uma lesão do plexo braquial.
Em 7 de fevereiro de 2019, Morris foi negociado, juntamente com uma escolha de segunda rodada de 2023, para o New Orleans Pelicans em troca de Wesley Johnson. Ele foi dispensado pelos Pelicans no dia seguinte.

### Oklahoma City Thunder (2019)
Em 20 de fevereiro de 2019, Morris assinou um contrato de 1 ano e US$573 mil com o Oklahoma City Thunder.

### Detroit Pistons (2019–2020)
Em 6 de julho de 2019, Morris assinou um contrato de 2 anos e US$6.5 milhões com o Detroit Pistons. Em 21 de fevereiro de 2020, Morris foi dispensado pelos Pistons.

### Los Angeles Lakers (2020–2021)
Em 23 de fevereiro de 2020, Morris assinou um contrato de 1 ano e US$1.7 milhões com o Los Angeles Lakers.
Eles avançaram para as semifinais da conferência contra o Houston Rockets. Na segunda metade do Jogo 3, o técnico dos Lakers, Frank Vogel, colocou Morris como titular no lugar de JaVale McGee. Ele permaneceu como titular pelo restante da série, que os Lakers venceram por 4-1. Os Lakers venceram as finais da NBA de 2020 em seis jogos, dando a Morris seu primeiro título. 
Morris renovou com o Lakers para a temporada de 2020-21 por US$ 2,6 milhões.

### Miami Heat (2021–2022)
Em 6 de agosto de 2021, Morris assinou um contrato de um ano e US$ 2,6 milhões com o Miami Heat.
Em 8 de novembro de 2021, Morris foi multado em US$ 50.000 por iniciar uma briga com Nikola Jokić. Morris sofreu uma lesão no pescoço durante a briga depois que Jokić o empurrou por trás. Em 11 de março de 2022, Morris recebeu autorização médica para voltar a jogar.

### Brooklyn Nets (2022–Presente)
Em 7 de setembro de 2022, Morris assinou um contrato com o Brooklyn Nets.

## Vida pessoal
O irmão gêmeo idêntico de Morris, Marcus, foi selecionado pelo Houston Rockets como a 14º escolha geral no draft da NBA de 2011. Markieff é sete minutos mais velho que Marcus. Seu apelido é "Keef". Ele é fã do Dallas Cowboys, enquanto Marcus é fã do Philadelphia Eagles.
Em 24 de janeiro de 2015, Markieff e Marcus Morris se envolveram em dois casos de agressão, pois cinco homens diferentes (incluindo os gêmeos e o ex-segurança do Baltimore Ravens, Gerald Bowman) teriam agredido um homem de 36 anos chamado Eric Hood em Phoenix, Arizona.
O julgamento dos gêmeos foi concluído em 2 de outubro de 2017. Eles foram declarados inocentes, enquanto as outras pessoas envolvidas (Julius Kane e Christopher Melendez Jr.) confessaram sua culpa em setembro de 2017. Mesmo com sua aparente inocência, o incidente foi considerado um catalisador para os Suns trocarem Marcus para o Detroit Pistons em 9 de julho de 2015 e trocaram Markieff com os Wizards em 18 de fevereiro de 2016.
Morris e sua esposa, Thereza Wright-Morris, têm uma filha.

## Estatísticas da carreira

### NBA

#### Temporada regular
| Ano      | Equipe        | PJ  | PT  | MPJ  | AP   | 3P   | LL   | RT  | AS  | BR  | TO | PPJ  |
| -------- | ------------- | --- | --- | ---- | ---- | ---- | ---- | --- | --- | --- | -- | ---- |
| 2011–12  | Phoenix       | 63  | 7   | 19.5 | .399 | .347 | .717 | 4.4 | 1.0 | .7  | .7 | 7.4  |
| 2012–13  | Phoenix       | 82* | 32  | 22.4 | .407 | .336 | .732 | 4.8 | 1.3 | .9  | .8 | 8.2  |
| 2013–14  | Phoenix       | 81  | 0   | 26.6 | .486 | .315 | .792 | 6.0 | 1.8 | .8  | .6 | 13.8 |
| 2014–15  | Phoenix       | 82  | 82  | 31.5 | .465 | .318 | .763 | 6.2 | 2.3 | 1.2 | .5 | 15.3 |
| 2015–16  | Phoenix       | 37  | 24  | 24.8 | .397 | .289 | .717 | 5.2 | 2.4 | .9  | .5 | 11.6 |
| 2015–16  | Washington    | 27  | 21  | 26.4 | .467 | .316 | .764 | 5.9 | 1.4 | .9  | .6 | 12.4 |
| 2016–17  | Washington    | 76  | 76  | 31.2 | .457 | .362 | .837 | 6.5 | 1.7 | 1.1 | .6 | 14.0 |
| 2017–18  | Washington    | 73  | 73  | 27.0 | .480 | .367 | .820 | 5.6 | 1.9 | .8  | .5 | 11.5 |
| 2018–19  | Washington    | 34  | 15  | 26.0 | .436 | .333 | .781 | 5.1 | 1.8 | .7  | .6 | 11.5 |
| 2018–19  | Oklahoma City | 24  | 1   | 16.1 | .391 | .339 | .737 | 3.8 | .8  | .5  | .1 | 6.5  |
| 2019–20  | Detroit       | 44  | 16  | 22.5 | .450 | .397 | .772 | 3.9 | 1.6 | .6  | .3 | 11.0 |
| 2019–20  | L.A. Lakers   | 14  | 1   | 14.2 | .406 | .333 | .833 | 3.2 | .6  | .4  | .4 | 5.3  |
| 2020–21  | L.A. Lakers   | 61  | 27  | 19.7 | .405 | .311 | .720 | 4.4 | 1.2 | .4  | .3 | 6.7  |
| 2021–22  | Miami         | 17  | 1   | 17.5 | .474 | .333 | .889 | 2.6 | 1.4 | .4  | .1 | 7.6  |
| Carreira | Carreira      | 715 | 376 | 23.2 | .437 | .335 | .776 | 4.8 | 1.5 | .7  | .4 | 10.2 |

#### Playoffs
| Ano      | Equipe        | PJ | PT | MPJ  | AP   | 3P   | LL   | RT  | AS  | BR | TO  | PPJ  |
| -------- | ------------- | -- | -- | ---- | ---- | ---- | ---- | --- | --- | -- | --- | ---- |
| 2017     | Washington    | 13 | 13 | 28.7 | .407 | .368 | .806 | 6.3 | 1.7 | .9 | 1.3 | 12.1 |
| 2018     | Washington    | 6  | 6  | 30.2 | .490 | .167 | .900 | 7.5 | 1.7 | .7 | .8  | 9.8  |
| 2019     | Oklahoma City | 5  | 0  | 11.8 | .313 | .286 | .778 | 2.6 | 1.0 | .2 | .6  | 3.8  |
| 2020†    | L.A. Lakers   | 21 | 2  | 18.3 | .449 | .420 | .778 | 3.0 | 1.0 | .3 | .1  | 5.9  |
| 2021     | L.A. Lakers   | 4  | 1  | 9.5  | .222 | .250 | .667 | 1.0 | .8  | .0 | .3  | 2.3  |
| 2022     | Miami         | 1  | 0  | 3.0  | .000 | —    | —    | 1.0 | .0  | .0 | .0  | .0   |
| Carreira | Carreira      | 50 | 22 | 16.9 | .313 | .298 | .785 | 3.5 | 1.0 | .3 | .5  | 5.6  |

### Universitário
| Ano      | Equipe   | PJ  | PT | MPJ  | AP   | 3P   | LL   | RT  | AS  | BR | TO  | PPJ  |
| -------- | -------- | --- | -- | ---- | ---- | ---- | ---- | --- | --- | -- | --- | ---- |
| 2008–09  | Kansas   | 35  | 7  | 15.6 | .448 | .188 | .650 | 4.4 | 1.0 | .4 | .7  | 4.6  |
| 2009–10  | Kansas   | 36  | 2  | 17.6 | .566 | .526 | .622 | 5.3 | 1.1 | .4 | 1.0 | 6.8  |
| 2010–11  | Kansas   | 38  | 35 | 24.4 | .589 | .424 | .673 | 8.3 | 1.4 | .8 | 1.1 | 13.6 |
| Carreira | Carreira | 109 | 44 | 19.2 | .534 | .379 | .648 | 6.0 | 1.1 | .5 | .9  | 8.3  |

Fonte: